# Economidichthys pygmeus
Economidichthys pygmeus é uma espécie de peixe da família Gobiidae.
É endémica de Grécia.
Os seus habitats naturais são: rios, lagos de água doce e nascentes de água doce.
Está ameaçada por perda de habitat.